# Charles-Jean-François Hénault
 (mars 2022).
La mise en forme du texte ne suit pas les recommandations de Wikipédia : il faut le « wikifier ».
Les points d'amélioration suivants sont les cas les plus fréquents. Le détail des points à revoir est peut-être précisé sur la page de discussion.
- Les titres sont pré-formatés par le logiciel. Ils ne sont ni en capitales, ni en gras.
- Le texte ne doit pas être écrit en capitales (les noms de famille non plus), ni en gras, ni en italique, ni en « petit »…
- Le gras n'est utilisé que pour surligner le titre de l'article dans l'introduction, une seule fois.
- L'italique est rarement utilisé : mots en langue étrangère, titres d'œuvres, noms de bateaux, etc.
- Les citations ne sont pas en italique mais en corps de texte normal. Elles sont entourées par des guillemets français : « et ».
- Les listes à puces sont à éviter, des paragraphes rédigés étant largement préférés. Les tableaux sont à réserver à la présentation de données structurées (résultats, etc.).
- Les appels de note de bas de page (petits chiffres en exposant, introduits par l'outil «  Source ») sont à placer entre la fin de phrase et le point final[comme ça].
- Les liens internes (vers d'autres articles de Wikipédia) sont à choisir avec parcimonie. Créez des liens vers des articles approfondissant le sujet. Les termes génériques sans rapport avec le sujet sont à éviter, ainsi que les répétitions de liens vers un même terme.
- Les liens externes sont à placer uniquement dans une section « Liens externes », à la fin de l'article. Ces liens sont à choisir avec parcimonie suivant les règles définies. Si un lien sert de source à l'article, son insertion dans le texte est à faire par les notes de bas de page.
- La présentation des références doit suivre les conventions bibliographiques. Il est recommandé d'utiliser les modèles {{Ouvrage}}, {{Chapitre}}, {{Article}}, {{Lien web}} et/ou {{Bibliographie}}. Le mode d'édition visuel peut mettre en forme automatiquement les références.
- Insérer une infobox (cadre d'informations à droite) n'est pas obligatoire pour parachever la mise en page.

Pour une aide détaillée, merci de consulter Aide:Wikification.
Si vous pensez que ces points ont été résolus, vous pouvez retirer ce bandeau et améliorer la mise en forme d'un autre article.
Pour les articles homonymes, voir Hénault.
Charles-Jean-François Hénault d'Armorezan, dit le « président Hénault », né le 8 février 1685 à Paris et mort le 24 novembre 1770 dans la même ville, est un écrivain et historien français.

## Biographie
Fils de René Jean Rémy Hénault de Cantobre (1648-1737), fermier général, et de sa femme, Françoise de Ponthon († 1738), Charles-Jean-François Hénault est élève chez les jésuites du collège Louis-le-Grand avant de faire sa philosophie au collège des Quatre-Nations. Frappé par les débuts éclatants de Massillon et ambitionnant une carrière de prédicateur, il entre dans la congrégation de l'Oratoire mais en sort au bout de deux ans pour faire son droit.
Grâce à la considérable fortune familiale, il devient conseiller au parlement de Paris en 1705, puis président de la Première chambre des Enquêtes en 1710, fonction qu’il conserve jusqu’en 1731. On l’appelle dès lors le « président Hénault », et même tout simplement « le président » après la mort de Montesquieu. En 1719, avec la complicité de son amie Madame de Tencin, il ouvre pendant trois mois rue Quincampoix un comptoir d’agios, la Financière Tencin-Hénault, qui lui permet d’accroître rapidement sa fortune personnelle[réf. nécessaire].
Il mène une vie mondaine active, surtout après avoir démissionné de sa charge. Il fréquente d’abord la Société du Temple, où il se lie avec Chaulieu, Fontenelle et Voltaire. Galant et spirituel, on le voit à Sceaux chez la duchesse du Maine, dans le cercle des Chevaliers de la Mouche à Miel et aux Grandes Nuits de Sceaux ; chez Madame de Lambert ou à l’hôtel de Sully chez Madame de Sully. Dans son hôtel particulier, l'hôtel Le Bas de Montargis, situé au no 7, place Vendôme, il accueille tous les samedis, de cinq heures du soir à huit heures les dîners du club de l'Entresol, fondé en 1720 par l’abbé Pierre-Joseph Alary et qui réunit une vingtaine de participants férus de lettres et de politique.

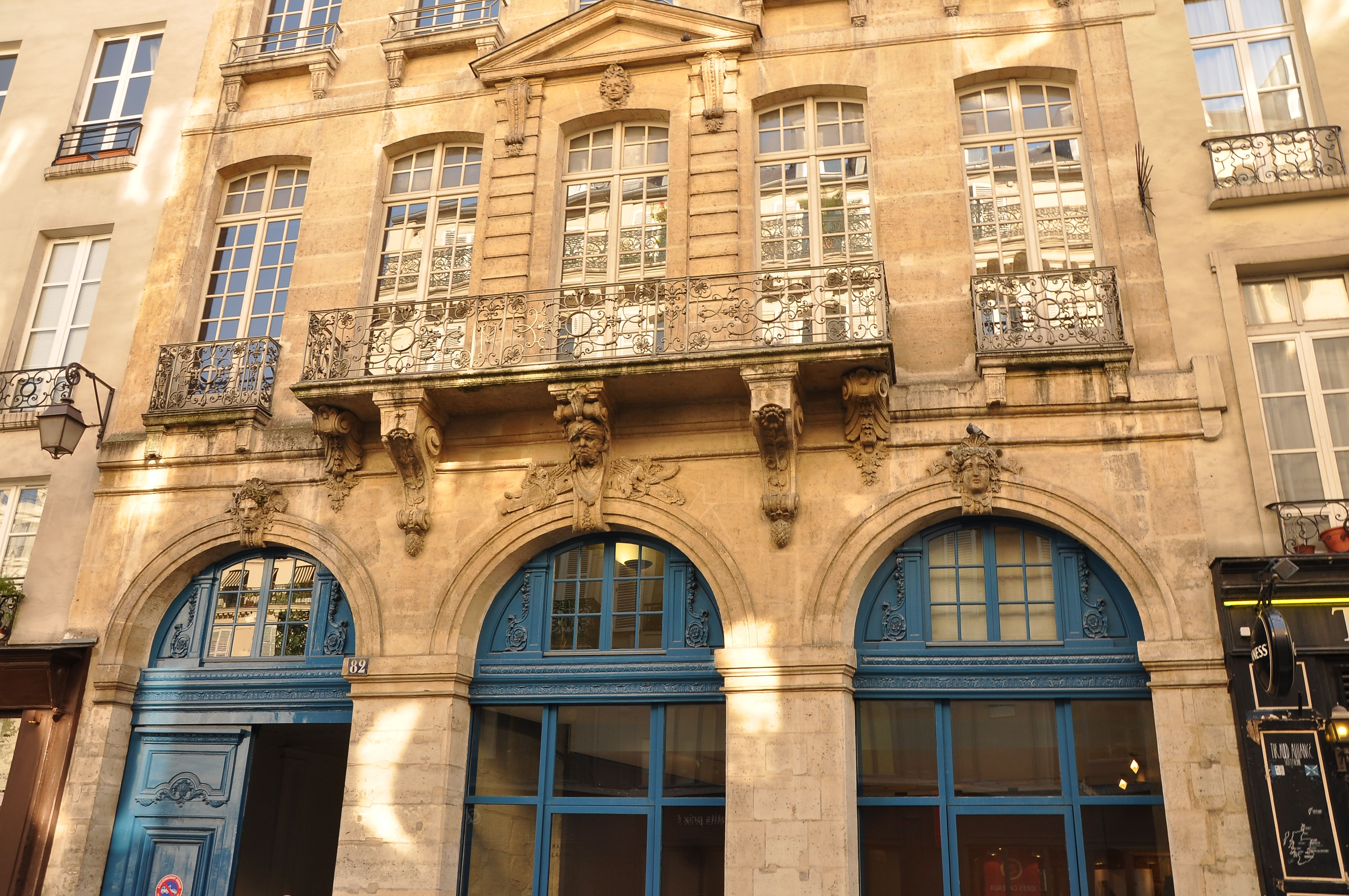
82, rue François Miron (hôtel du président Hénault de Cantobre).

Parmi les habitués, on note le marquis d’Argenson, Montesquieu, le marquis de Balleroy, l’abbé de Saint-Pierre, l’abbé de Bragelonne, l’abbé de Pomponne, Marie du Deffand, Madame de Luxembourg, Madame de Pont de Veyle, Madame de Rochefort, Madame Bernin de Valentinay, marquise d’Ussé, Madame de Forcalquier, le chevalier de Ramsay et plusieurs gentilshommes comme le maréchal-duc de Coigny, le maréchal de Matignon, le marquis de Lassay, le duc de Noirmoutier, et Saint-Contest. Ces dîners finiront par être interdits par le roi en 1731. Il accueille son cousin[réf. nécessaire] Réaumur lors de son arrivée à Paris en 1703, et le présente au président de l’Académie des sciences Jean-Paul Bignon.
Il plaît aux femmes par sa gentillesse. Il épouse en 1714 Catherine Henriette Marie Lebas de Montargis (1695-1728), petite-fille de l’architecte Jules Hardouin-Mansart et fille de Claude Lebas de Montargis, richissime trésorier général de l’extraordinaire des guerres, cousine germaine des architectes Jean Mansart de Jouy et Jacques Hardouin-Mansart de Sagonne. Il la trompe notamment avec la maréchale d’Estrées. Veuf en 1728, il entame en 1731 une liaison de plus de dix ans avec Madame du Deffand dont il fréquente le salon littéraire : « elle était, disait-il, ce [qu’il avait] le plus aimé ». Mais, selon ses propres termes, c’est Madame de Castelmoron qui fut « l’objet principal de [sa] vie », soit Cécile Geneviève de Fontanieu, veuve Charles Gabriel Belsunce de Castelmoron (1681-1739), lieutenant général des armées du roi, morte le 3 novembre 1761, après avoir dicté une lettre « fort gaie à sa fille, l’abbesse de Caen »; la marquise de Castelmoron est la sœur de Gaspard Moïse Augustin de Fontanieu.

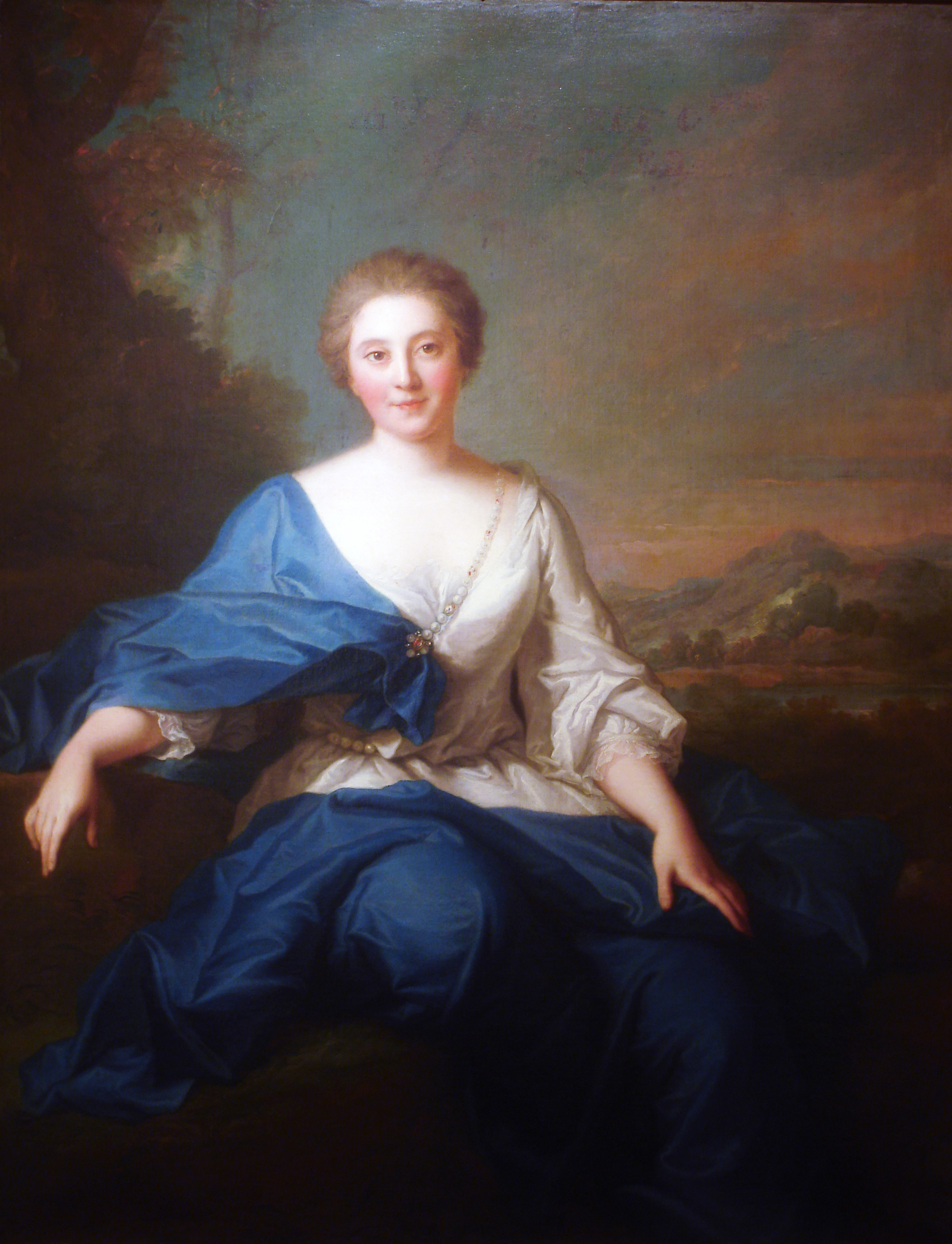
Portrait de Mademoiselle Henault,
comtesse d'Aubeterre
1727 par Jean-Marc Nattier
Musée national des Beaux-Arts (Argentine)

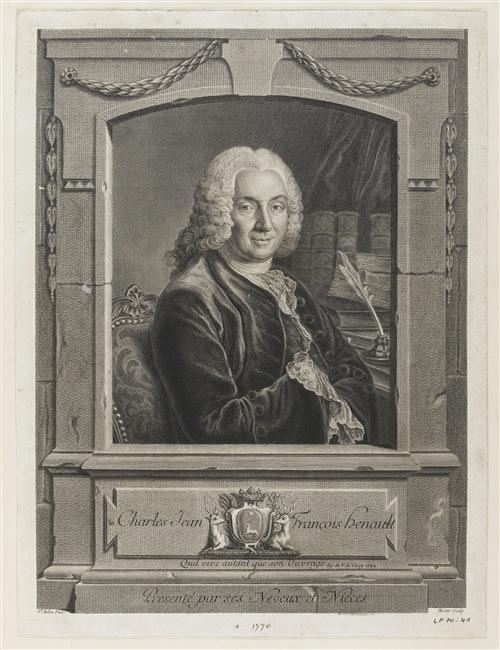

Il compose de nombreuses chansons, dont certaines ont un grand succès, et des poèmes qui lui valent un prix de l’Académie des Jeux floraux (1708). Il remporte également le prix d’éloquence de l’Académie française (1707). Il ne manque pas de talent pour tourner une épigramme ou un madrigal, et sa poésie légère est très appréciée dans les dîners et les salons. Il est également l’auteur de deux tragédies (Cornélie vestale, Marius à Cirthe) qui n’ont pas de succès. Il est admis à l’Académie française en 1723 alors qu’il a encore très peu publié. Il s’y montre disciple de Fontenelle, ami de Voltaire et adversaire de D’Alembert. On prétend que c’est lui qui sauve, au prix de ses manchettes brûlées, La Henriade du feu où, à la suite de quelques critiques, Voltaire l’avait jetée dans un moment de dépit.
Il publie alors des œuvres à caractère moral ou historique, et notamment son Abrégé chronologique de l’histoire de France jusqu’à la mort de Louis XIV qui connaît une première édition en 1744 sans que son nom apparaisse. La formule est neuve, et sera très souvent imitée par la suite. Les éditions suivantes vont connaître un immense succès et le livre est traduit dans de très nombreuses langues, y compris en chinois. Voltaire dit du président qu’il est « le seul homme qui ait appris aux Français leur histoire ». L’ouvrage vaut à l’auteur d’être élu en 1755 comme membre honoraire de l’Académie des inscriptions et belles-lettres.
Lecteur de William Shakespeare, le président Hénault a l’idée d’un théâtre national développant des sujets de l’histoire de France et met lui-même sa théorie en pratique dans un drame, François II (1747), peu abouti mais dont la préface est digne d’intérêt. Il donne également plusieurs comédies qui ne manquent pas d'esprit (La Petite Maison, Le Jaloux de lui-même, Le Réveil d’Épiménide).
De 1753 à 1768, il exerce la charge de surintendant de la Maison de la reine Marie Leszczynska, qui a pour lui une particulière amitié et contribue à le tourner vers la religion dont une grave maladie, contractée vers 1735, l’avait déjà rapproché. L’influence de Marguerite de Castelmoron contribue également à ce retour à la pratique chrétienne. Il se convertit en 1765 et fait une confession générale, déclarant : « On n’est jamais si riche que quand on déménage ». Sa dévotion lui vaut des traits satiriques de Madame du Deffand et de Voltaire qui lui reproche sa passion de plaire à tout le monde, dans laquelle il voit la cause de ses palinodies, et le juge désormais « l’esprit faible et le cœur dur ». Il meurt le 24 novembre 1770.
Il a laissé des Mémoires qui ont été publiés en 1854 par son petit-neveu, le baron de Vigan : ils sont pleins d’anecdotes piquantes et écrits avec goût, et se lisent encore volontiers aujourd’hui.

## Postérité littéraire
Le marquis d’Argenson juge le président Hénault en ces termes : « Ses vers sont doux et spirituels ; sa prose est coulante et facile ; son éloquence n’est point mâle ni dans le grand genre, quoiqu’il ait remporté des prix à l’Académie française. Il n’est jamais ni fort, ni élevé, ni fade, ni plat... On m’a assuré qu’au palais il était bon juge sans avoir une parfaite connaissance des lois, parce qu’il a l’esprit droit et le jugement bon. Il n’a jamais eu la morgue de la magistrature, ni le mauvais ton des robins. Il ne se pique ni de naissance ni de titres illustres, mais il est assez riche pour n’avoir besoin de personne, et dans cette heureuse situation, n’affichant aucune prétention, il se place sagement au-dessous de l’insolence et au-dessus de la bassesse. »
Quant à Voltaire, avant de se moquer de lui, il l’avait loué dans ces vers badins :
Les femmes l’ont pris fort souvent
Pour un ignorant agréable,
Les gens en us pour un savant,
Et le dieu joufflu de la table
Pour un connaisseur très gourmand.
C’était avant tout un mondain, type accompli de l’homme de salon, beaucoup plus qu’un écrivain. « Toutes les qualités du président Hénault, note Marie du Deffand, et même tous ses défauts, étaient à l’avantage de la société. »
L’ouvrage qui a établi sa réputation, l’Abrégé chronologique de l’histoire de France jusqu’à la mort de Louis XIV, inlassablement réédité de son temps et jusqu’à la fin du XVIIIe siècle, est agréable et ingénieux, mais dépourvu de toute originalité. Ce sont les notes des leçons d’histoire reçues par l’auteur au collège Louis-le-Grand, dont le fond provient de Mézeray et du père Daniel, mises bout à bout en forme de questions-réponses, selon le modèle donné par l’abbé Le Ragois, et complétées à partir de Dubos et de Boulainvilliers avec l’aide de l’abbé Boudot, mais piquées de résumés alertes et clairs et de réflexions morales ou critiques, toujours brèves et bienvenues, et enrichies de tableaux chronologiques très clairs.

## Œuvres
- Cornélie vestale, tragédie, représentée en 1713 sous le nom de Louis Fuzelier, publiée en 1769 (texte intégral sur la base Gallica)
- Marius à Cirthe, tragédie, représentée pour la première fois le 15 novembre 1715 (publiée en 1716 sous le nom de Gilles de Caux de Montlebert, qui y a collaboré)
- Abrégé chronologique de l’histoire de France jusqu’à la mort de Louis XIV, 1744
- Nouveau théâtre français : François II, roi de France, tragédie en 5 actes et en prose, 1747
- Le Réveil d’Épiménide, comédie en prose, 1755
- Le Temple des chimères, divertissement en un acte en vers libres, musique du duc de Nivernais, 1758
- Abrégé chronologique de l’histoire d’Espagne et du Portugal, avec Jacques Lacombe et Philippe Macquer, 1759
- Le Jaloux de lui-même, comédie en 3 actes, 1769
- La Petite Maison, comédie en 3 actes, 1769
- Le Revenant, ou les Préparatifs inutiles, divertissement en 1 acte et en prose, 1788 (attribué au président Hénault par Barbier)
- Histoire critique de l’établissement des Français dans les Gaules, 1801
- Mémoires, 1854

### Éditions collectives et modernes
Le Théâtre du président Hénault a été publié en recueil par ses soins en 1770 sous le titre Pièces de théâtre en vers et en prose. Des Œuvres inédites ont été publiées en 1806.
Ses œuvres poétiques (épîtres, stances, madrigaux) ont été réunies en un mince volume posthume par M. de Sirieys.
Ses Mémoires, publiés pour la première fois à Paris en 1854, ont fait l’objet d’une nouvelle édition, complétée, corrigée et annotée par François Rousseau (Paris, Hachette, 1911) et ont été réimprimés à Genève, Slatkine reprints, en 1971.

## Résidences
- 7 place Vendôme, Paris.
- Hôtel du Président Hénault, 82 rue François-Miron, Paris.
- Château d'Ételan (de 1714 à 1770).
- Hôtel d'Armenonville, rue Saint-Honoré, en face des Jacobins, Paris (1741-1770) [6].
- Saint-Denis-le-Thiboult village normand (peu de choses sont connues de sa maison).
- Château de Moussy, Val d’Oise